# Alex Blake
Alejandro Blake Fearon Jr., mais conhecido como Alex Blake  (Panamá, 21 de dezembro de 1951), é um baixista de jazz.
Ele atuou em particular com Sonny Rollins, Stan Getz, Sun Ra, Freddie Hubbard, Lenny White, The Manhattan Transfer e Randy Weston.

## Biografia
Nascido no Panamá, Blake chegou nos Estados Unidos com apenas 7 anos, e cresceu em Brooklyn. Ele começou sua carreira com o baixista Sun Ra, em 1970, e fez parte do movimento de jazz fusion no final de 1970, especialmente com suas colaborações com Lenny White e Billy Cobham. Blake tocou em sete álbuns de The Manhattan Transfer entre 1983 e 1992.
Em 2000, uma compilação de performances ao vivo foi lançada por Bubble Core Records, em 2000, intitulado Now Is the Time: Live at the Knitting Factory. O álbum contou com próprio quinteto de Blake, que incluiu Pharoah Sanders, Victor Jones, John Hicks e Neil Clarke (percussão).
Além de liderar seu próprio grupo, Blake também realiza e registra com Randy Weston, bem como outros músicos.